# بيرثا هوب
بيرثا هوب (بالإنجليزية: Bertha Hope)‏ هي عازفة بيانو أمريكية، ولدت في 8 نوفمبر 1936 في لوس أنجلوس في الولايات المتحدة.

## وصلات خارجية
- بيرثا هوب على موقع ميوزك برينز (الإنجليزية)
- بيرثا هوب على موقع ديسكوغز (الإنجليزية)